# Пивденное (город, Харьковская область)
Пивде́нное (также Ю́жный (укр. Півде́нне — Ю́жное) — город в Харьковском районе Харьковской области Украины, административный центр Южногородской городской общины. До 17 июля 2020 года, когда к Южногородскому городскому совету был присоединён Будянский поселковый совет, и была образована община, был городом районного значения в Харьковском районе.
Население по переписи 2001 года составляло 8477 человек.

## Географическое положение
Город находится в 18 км от Харькова на левом берегу реки Мерефа;
выше по течению на расстоянии в 1,5 км расположен посёлок Буды,
ниже по течению примыкает город Мерефа.
К городу примыкают посёлки Берёзовка и Высокий. Рядом проходят несколько железнодорожных веток и находятся станции Южный и Комаровка.

## Происхождение названия
Основан на территории Российской империи изначально с русским названием Южный.
Это название посёлок (впоследствии — город) получил потому, что основателями его были рабочие и служащие железной дороги, пожелавшие ознаменовать соединение Курско-Харьково-Севастопольской и Харьково-Николаевской железных дорог в сеть Южных дорог и назвали железнодорожный посёлок «Южный».
На картах и в официальных документах Харьковской области на русском языке и на некоторых современных украинских город называется «Южный». Также он называется «Южный» по-немецки в донесениях вермахта и по-русски советских войск.
В справочнике административно-территориального деления СССР 1947 года поселок назван Южный, в справочнике 1965 года в списке изменений административно-территориального деления сказано: Объединены в один город районного подчинения поселки городского типа Комаровка и Пивденный с наименованием — Пивденное и передачей его в административное подчинение Мерефскому горсовету (29 августа 1963 г.).
На советских «генштабовских» топографических картах город именовался как «Пивденное».
В 1992—2021 годах город на украинских русскоязычных сайтах также часто назывался Южный.

## История

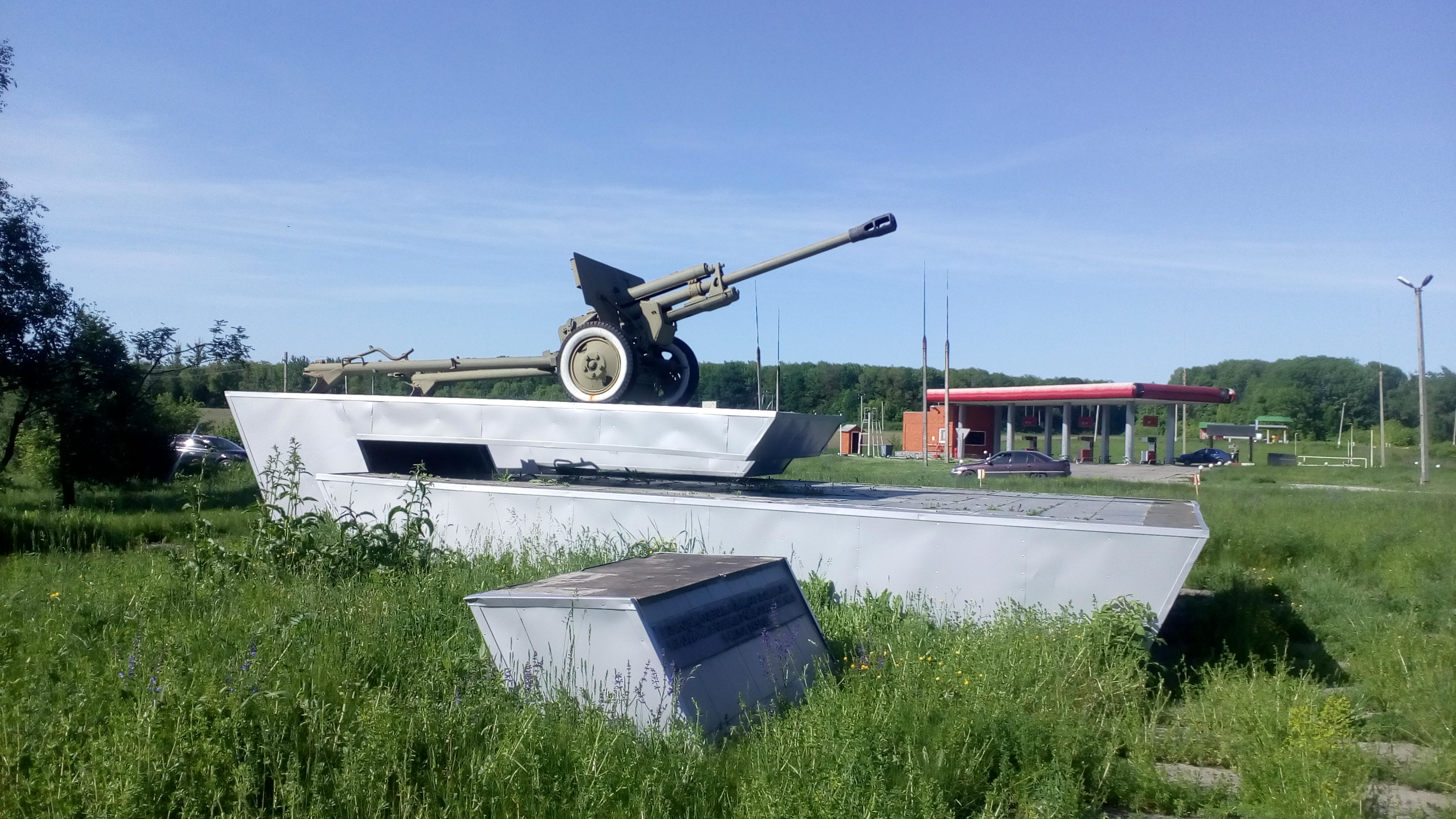
Памятник советским воинам-освободителям Южного

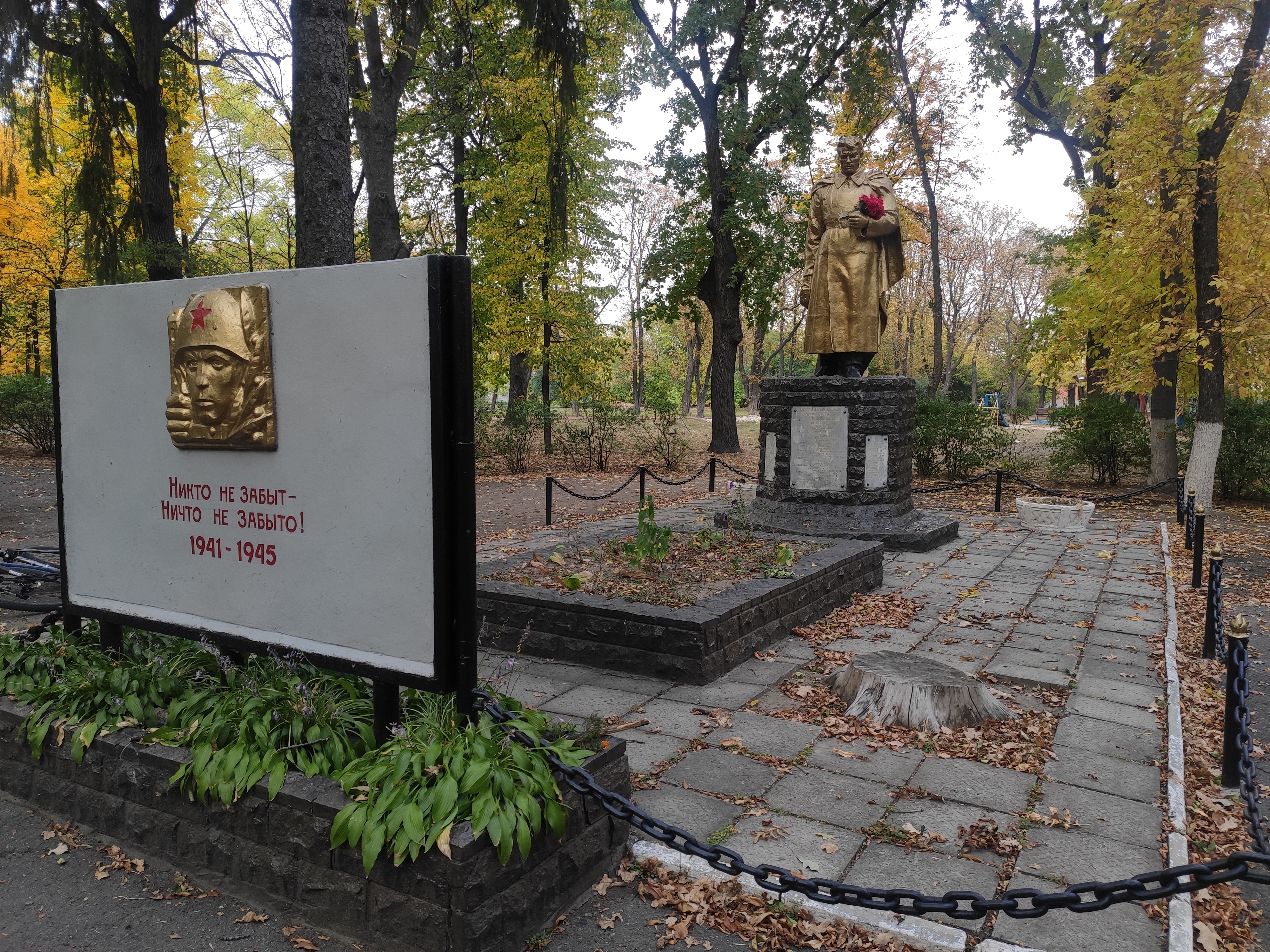
Братская могила

- 13 (26) августа 1906 года — дата основания железнодорожного посёлка Южный. Улицы посёлка имеют прямоугольную планировку «по квадратам.»
- 22 ноября 1907 года "Общество устройства и благоустройства поселка «Южный» (железнодорожников) купило (в основном, у помещика Алфёрова) 346 десятин земли по 400 рублей за десятину удобной земли и по 200 — за неудобья, в сумме за 128 778 рублей.
- В 1908 году в Южном построен кирпичный завод[32].
- Советская власть установлена в декабре 1917 года.
- В 1920-х-1930-х годах храм святой Екатерины посёлка Комаровка был канонично православным и принадлежал Харьковской и Ахтырской епархии РПЦ[33]; священником в 1932 году был Гавриил Степанович Сукачёв, 1881 года рождения[33].
- 19 октября 1938 года посёлки Южный и Комаровка оба получили статусы посёлков городского типа.
- В 1940 году в Комаровке было 458 дворов и Совет депутатов трудящихся[1].
- 1941, конец октября — оба посёлка оккупированы войсками вермахта.
- Во время Великой Отечественной войны с конца октября 1941 до середины февраля 1943 и с начала марта по 29 августа 1943 года оба посёлка находился под немецкой оккупацией[34].
- 1943, 29 августа[15] — оба посёлка освобождены 183-й Харьковской стрелковой дивизией 69-й армии СССР.
- В годы войны 935[35] жителей посёлка воевали на фронтах в рядах Советской армии; из них погибли минимум 157 воинов; 436 южанцев были награждены боевыми орденами и медалями СССР[35]. Выпускник школы № 1 Б. Тасуй в боях за Керчь совершил подвиг и посмертно был удостоен звания Герой Советского Союза[35].
- 29 августа 1963 года (ровно в день 20-летия своего освобождения от нацистской оккупации) образован город районного подчинения Южный, и в его состав присоединили посёлок городского типа Комаровка. Город передали в административное подчинение Мерефянскому горсовету.
- Население в 1966 году составляло 11700 человек; в городе действовали три детских санатория, два дома отдыха — «Харьков» и «Южный», три детских дома, 9 пионерских лагерей, две школы (средняя и восьмилетняя), 5 клубов, 7 библиотек, две больницы. Работали прядильно-ткацкая фабрика, молочный завод, цех Будянского завода строительных материалов, мастерская электроэнергетического оборудования.
- В конце 60-х годов разрабатывался план застройки города двух этажными зданиями, частичный снос частного сектора, с отселением в ближайшие села, поселки: Бедряги, Ракитное. На пути реализации стала инициативная группа жителей Южного, и недостаток финансирования.
- В 1976 году население составляло 12 тысяч человек; в двух школах 62 учителя обучали 1118 учащихся, в семи библиотеках имелся книжный фонд 61 076 томов, работали аптека, поликлиника, 24 магазина, девять предприятий бытового обслуживания, цех Мерефянского хлебозавода, цех централизованного ремонта трансформаторов, цех Харьковского облпотребсоюза.[35]
- В 1993 году в городе Южный действовали амбулатория, больница, аптека (№ 108), баня, база отдыха харьковского ЦУМа, библиотека, бюро технической инвенаризации, водонасосная станция, газовое хозяйство, городской Совет народных депутатов, городское управление торговли, детский комбинат, три детских сада, детский дом-интернат, детская консультация, дом быта, Дом пионеров, дома отдыха «Харьков» и «Южный»[12], зелёное хозяйство, коммунхоз, два клуба, два кафе — «Дубрава» и «Южное», 18 магазинов, молокозавод, пекарня, пожарная часть, поликлиника, промкомбинат имени Кирова, восемь пионерских лагерей («Буревестник», «Ветерок», «Весна», «Дружба», «Росинка», «Чайка», »Искра» «Юбилейный»); два почтовых отделения — Южный-1 и Южный-2[11], радиоузел, водопроводное хозяйство, служба милосердия, два санатория, сберкасса, станция юннатов, телеателье, телефонная станция, щёточная фабрика, средняя, восьмилетняя, музыкальная и художественная школы, электросеть, энергонадзор, электромастерские, православная церковь[12].

## Экономика
- Южанская щеточная фабрика (заброшена).
- Цех Мерефянского завода строительных материалов.
- Молокозавод.
- Цех централизованного ремонта трансформаторов.
- Цех Харьковского облпотребсоюза.

## Объекты социальной сферы
- Южный общеобразовательный лицей № 1 им. Тасуя[35]
- Южная общеобразовательная школа І-ІІІ ступеней № 2. (бывш. Комаровская средняя)
- Южная детская музыкальная школа.
- Городской клуб.
- Отделение социальной реабилитации.
- Поликлиника.
- Детская художественная школа.
- Районная библиотека
- Детский ясли-сад.
- При СССР в городе действовал дом отдыха «Южный» Харьковского межобластного управления курортами ВЦСПС, при котором были пруд, фруктовый сад и лиственный лес[36]. Один день пребывания здесь в 1953 году стоил 20 советских рублей[36].

## Достопримечательности
- Братская могила советских воинов. Похоронены павших 59 воинов.
- Братская могила советских воинов. Похоронены 23 воина.
- Памятник советским воинам-землякам.
- Памятник воинам-освободителям (1943 г.)
- Памятник воинам-интернационалистам.
- Памятник ликвидаторам аварии на ЧАЭС.

## Известные люди
- Юрий Валентинович Кнорозов — русский историк, этнограф, лингвист и эпиграфист, переводчик, основатель советской школы майянистики.